# 小谷忠典
小谷 忠典（こたに ただすけ、1977年11月22日 - ）は、日本の映画監督、脚本家。武蔵野大学客員教授。

## 経歴
大阪市出身。大阪ビジュアルアーツ・アカデミーに入学し、映画製作を学ぶ。在学中、高嶺剛監督に師事。学生時代に製作した『子守唄』で第5回京都国際学生映画祭で準グランプリを受賞。『いいこ。』が第28回ぴあフィルムフェスティバルにて招待上映。初の全国劇場公開作品『LINE』から、フィクションやドキュメンタリーの境界にとらわれない意欲的な作品を製作している。マルセイユ、トリノ、ドバイ、プサン、ブエノスアイレスなど、これまで30カ国以上の国際映画祭に作品が選出。主な作品に『ドキュメンタリー映画 100万回生きたねこ』（釜山国際映画祭 AND賞受賞）、『フリーダ・カーロの遺品 石内都、織るように』、『たまらん坂』（セント・アンドルーズ映画祭 最優秀撮影賞受賞）などがある。

## 監督作品
- 子守唄(2002年)
- いいこ。(2005年)
- LINE(2008年)
- ドキュメンタリー映画 100万回生きたねこ(2012年)
- flow(2014年)
- フリーダ・カーロの遺品 石内都、織るように(2015年)
- たまらん坂(2019年)
- びびのゆくえ(2020年)
- ORIGAMI(2022年)
- 夜のスカート(2022年)

## 脚本作品
テレビドラマ
- 気やすく手を握るな - TOKYO MX(2023年)
- うしろ姿でもわかる - TOKYO MX(2023年)

映画
- 輝け星くず - (2023年)

演劇
- パンの耳 - (2022年)

## 映画祭歴
- 子守唄 - 京都国際学生映画祭 準グランプリ受賞
- いいこ。 - 第28回ぴあフィルムフェスティバル 招待
- LINE -山形国際ドキュメンタリー映画祭「ドキュメンタリー・ドリーム・ショー山形in東京」 招待
- LINE -第27回トリノ国際映画祭 （イタリア）THE CULT AWARD賞受賞
- LINE -カッセルドキュメンタリーフィルム＆ビデオ祭（ドイツ）入選
- LINE -プント・デ・ヴィスタ国際ドキュメンタリー映画祭（スペイン）入選
- LINE -NIPPON KOMA '09（ポルトガル）招待
- ドキュメンタリー映画 100万回生きたねこ - 第16回釜山国際映画祭（韓国）AND賞受賞
- ドキュメンタリー映画 100万回生きたねこ - 第30回トリノ国際映画祭（イタリア） 入選
- ドキュメンタリー映画 100万回生きたねこ - 第9回ドバイ国際映画祭（UAE）入選
- ドキュメンタリー映画 100万回生きたねこ - 第15回ブエノスアイレス国際インディペンデント映画祭（アルゼンチン）入選
- ドキュメンタリー映画 100万回生きたねこ - 第3回サラヤ国際ドキュメンタリー映画祭（タイ）入選
- ドキュメンタリー映画 100万回生きたねこ - 第21回 ハンブルク国際映画祭（ドイツ）招待
- ドキュメンタリー映画 100万回生きたねこ - 第3回 Asia World Screening Program（中国）招待
- ドキュメンタリー映画 100万回生きたねこ - 第2回 チョップ・ショッツ東南アジアドキュメンタリー映画祭（インドネシア）入選
- ドキュメンタリー映画 100万回生きたねこ - 第14回 ソウル・インディペンデント・ドキュメンタリーフィルム＆ビデオフェスティバル（韓国）招待
- ドキュメンタリー映画 100万回生きたねこ - 第８回DNZ国際ドキュメンタリー映画祭（韓国）招待
- flow - オズ国際映画祭（イタリア）入選
- flow - カルチャースケープス・フェスティバル（スイス）招待
- フリーダ・カーロの遺品 石内都、織るように - 第16回チョンジュ国際映画祭（韓国）招待
- フリーダ・カーロの遺品 石内都、織るように - 第31回グラダラハラ国際映画祭（メキシコ）招待
- フリーダ・カーロの遺品 石内都、織るように - 第23回ホットドックス・カナディアン国際ドキュメンタリー映画祭（カナダ）招待
- フリーダ・カーロの遺品 石内都、織るように - 第10回デ・ラ・メモリア国際ドキュメンタリー映画祭（メキシコ）入選
- フリーダ・カーロの遺品 石内都、織るように - 第4回ワンインターナショナルウィメンズフィルムフェスティバル（中国）招待
- フリーダ・カーロの遺品 石内都、織るように - 第8回ジャーイー国際芸術ドキュメンタリー映画祭（台湾）招待
- たまらん坂 - 第30回マルセイユ国際映画祭（フランス）入選
- たまらん坂 - 第20回ニッポン・コネクション日本映画祭（ドイツ）入選
- たまらん坂 - 第43回シンガポール国際アートフィスティバル（シンガポール） 招待
- たまらん坂 - 第3回セント・アンドルーズ映画祭（イギリス）最優秀撮影賞受賞
- びびのゆくえ - 第23回ショートショートフィルムフェスティバル&アジア 入選
- びびのゆくえ - 第21回ニッポン・コネクション日本映画祭（ドイツ）入選
- ORIGAMI - 第22回ニッポン・コネクション日本映画祭（ドイツ）入選
- ORIGAMI - 第17回カメラ・ジャパン・フェスティバル（オランダ）招待